# 景美区
景美區，原名「梘尾」、「景尾」，位於臺灣臺北市南端、文山區的西半部。東以景美山與木柵為界，北以蟾蜍山與古亭區為界，西以新店溪與新北市雙和相望，南以景美溪分隔新北市新店，山地面積約佔三分之一，有景美盆地一稱。
1950年自臺北縣深坑鄉分出成立景美鎮，1968年併入臺北市改稱景美區，1990年再與木柵區合併為文山區。今屬臺北市文山區景美次分區及興隆次分區兩地。

## 由來
據《臺灣島之歷史與地誌》，景美源自梘尾，指瑠公圳大木梘之尾，其址約在今日舊景美橋附近，後取臺語同音，改稱「景尾」。1895年〈臺北附近地形圖〉曾將景尾街誤植為景美街，1898年〈臺灣堡圖〉又改回景尾街，是最早出現景美的正式紀錄。1950年台灣推行地方自治，景尾自臺北縣深坑鄉（現新北市深坑區）劃出獨立設鎮，地方士紳林佛國建議，改用較文雅的景美，成為景美鎮。「景美」名稱沿用至今，但臺灣話仍讀作「景尾」（白話字：Kéng-bé），如臺北捷運景美站之到站廣播。

## 歷史

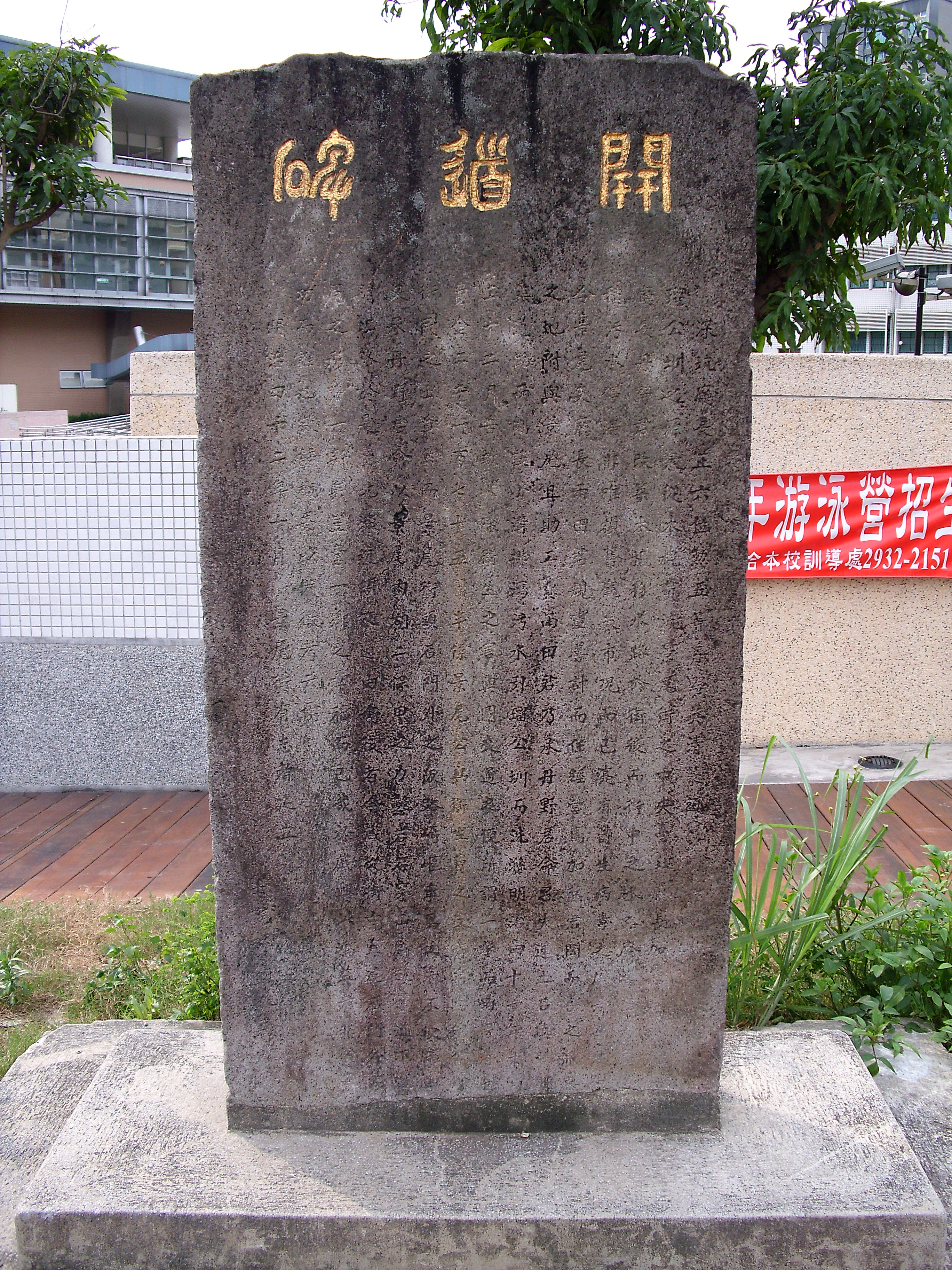
景尾街開道碑（明治42年9月立）

本區昔為平埔族群霧裡薛社及秀朗社散居之地。漢人墾拓可溯自1729年的粵籍客家移民，雖曾因越界與秀朗社發生造成數百人傷亡的糾紛，不過仍因霧裡薜圳及瑠公圳等水利建設而持續開發，為臺北盆地漢人較早發展的區域之一。
清治時代屬臺北府淡水縣拳山堡的萬盛庄及興福庄，日治時期為臺北州文山郡深坑庄的萬盛與興福二個大字，戰後劃歸臺北縣深坑鄉。1950年3月1日，景尾自深坑鄉獨立為景美鎮。1968年7月1日，景美鎮併入前一年剛升格為直轄市的臺北市，改稱景美區。1990年3月12日，臺北市行政區重劃，景美與木柵合併為文山區。不過許多街道、機關名稱仍多沿用景美，本地人亦習慣以此稱呼本地。

## 地理
景美位臺北市的南方，新店溪以東，蟾蜍山以南，與木柵、新店兩地成三角形。是臺北市通往新北市新店、烏來等地的交通要道。若以1990年以前的臺北市行政區劃來看，景美區北以蟾蜍山與古亭區為鄰，東則以景美山與木柵區為界，興隆路一至三段屬景美區，四段為木柵區，分界點在再興中學及馬明潭附近。南與西則分別以景美溪和新北市新店區、永和區及中和區相望。景美區包含今文山區除萬芳、萬美、萬興以外萬字頭6里、景字頭6個里、興字頭11個里，共23個里。面積為6平方公里左右，約為舊木柵區的五分之一，文山區的六分之一。

### 著名廟宇
- 景美集應廟：又稱雙忠廟，主祀保儀尊王（雙忠公），於咸豐十年（1860年）在景美竹圍建廟，同治六年（1867年）遷於現址。現是景美高姓居民的信仰中心，直轄市定古蹟。
- 萬慶巖清水祖師廟：俗稱景美祖師廟，位於景美萬慶街，主祀清水祖師，興建於1831年。
- 景美福興宮：建於咸豐九年（1859年）的土地廟，為興福莊最早的宮廟。
- 景美會元洞清水祖師廟：俗稱興福祖師廟，主祀清水祖師，位於興福里興隆路2段。每逢農曆正月初六祖師誕辰祭典時，廟會盛況，里巷沸騰。
- 景美順天宮：位於興豐里，主祀天上聖母。

## 交通
- 臺北捷運  新店線 通過景美西側萬盛地區，設有萬隆站、景美站。
- 臺北捷運  木柵線 通過景美東側興福地區，設有辛亥站、萬芳醫院站。

## 學校
- 中國科技大學：位於本區興得里。

## 行政區劃
| 萬 年 里 萬和里 萬康里 萬隆里 景 仁 里 景順里 景 德 里 景慶里 景 美 里 景文里 萬全里 萬盛里 萬祥里 萬有里 萬瑞里 景華里 景行里 景東里 景 南 里 興 旺 里 興豐里 興邦里 興 義 里 興福里 興 安 里 興業里 興泰里 興昌里 興得里 興 光 里 |

| 深坑庄        | 深坑鄉     | 景美鎮、景美區               | 景美鎮、景美區 | 景美鎮、景美區 | 景美鎮、景美區 | 文山區     | 文山區 |
| 萬盛          | 1946年 1月 | 1950年 3月                   | 1973年 5月     | 1974年 12月    | 1981年 4月     | 1990年 3月 | 現行   |
| ------------- | ---------- | ---------------------------- | -------------- | -------------- | -------------- | ---------- | ------ |
| 公館 頂公館   | 萬盛村     | 萬盛里                       | 萬年里         | 萬年里         | 萬年里         | 萬年里     | 萬年里 |
| 溪洲          | 萬盛村     | 萬盛里                       | 萬和里         | 萬和里         | 萬和里         | 萬和里     | 萬和里 |
| 溪洲          | 萬盛村     | 萬盛里                       | 萬和里         | 萬康里         | 萬康里         | 萬和里     | 萬和里 |
| 挖內          | 萬盛村     | 萬盛里                       | 萬盛里         | 萬盛里         | 萬盛里         | 萬盛里     | 萬盛里 |
| 挖內          | 萬盛村     | 萬盛里                       | 萬盛里         | 萬全里         | 萬全里         | 萬盛里     | 萬盛里 |
| 三塊厝        | 萬盛村     | 萬隆里                       | 萬祥里         | 萬祥里         | 萬祥里         | 萬祥里     | 萬祥里 |
| 三塊厝        | 萬盛村     | 萬隆里                       | 萬祥里         | 萬祥里         | 萬有里         | 萬有里     | 萬有里 |
| 三塊厝        | 萬盛村     | 萬隆里                       | 萬祥里         | 萬瑞里         | 萬瑞里         | 萬有里     | 萬有里 |
| 番婆厝        | 萬盛村     | 萬隆里                       | 萬隆里         | 萬隆里         | 萬隆里         | 萬隆里     | 萬隆里 |
| 番婆厝        | 景尾村     | 景仁里                       | 景仁里         | 景仁里         | 景仁里         | 景仁里     | 景仁里 |
| 溪子口        | 景尾村     | 景仁里                       | 景仁里         | 景德里         | 景德里         | 景仁里     | 景仁里 |
| 溪子口        | 景尾村     | 景仁里                       | 景慶里         | 景慶里         | 景慶里         | 景慶里     | 景慶里 |
| 溪子口        | 景尾村     | 景仁里                       | 景慶里         | 景順里         | 景順里         | 景慶里     | 景慶里 |
| 景尾          | 景尾村     | 景美里                       | 景美里         | 景美里         | 景美里         | 景美里     | 景美里 |
| 景尾          | 景尾村     | 景美里                       | 景美里         | 景文里         | 景文里         | 景美里     | 景美里 |
| 景尾          | 景行村     | 景行里                       | 景行里         | 景華里         | 景華里         | 景華里     | 景華里 |
| 景尾          | 景行村     | 景行里                       | 景行里         | 景東里         | 景東里         | 景東里     | 景東里 |
| 景尾          | 景行村     | 景行里                       | 景行里         | 景行里         | 景行里         | 景行里     | 景行里 |
| 景尾          | 景南村     | 景南里                       | 景南里         | 景南里         | 景南里         | 景行里     | 景行里 |
| 興福          | 1946年 1月 | 1950年 3月                   | 1973年 5月     | 1974年 12月    | 1981年 4月     | 1990年 3月 | 現行   |
| 橋頭          | 興福村     | 興福里                       | 興福里         | 興福里         | 興福里         | 興福里     | 興福里 |
| 橋頭          | 興福村     | 興福里                       | 興福里         | 興福里         | 興義里         | 興福里     | 興福里 |
| 橋頭          | 興福村     | 興福里                       | 興福里         | 興安里         | 興安里         | 興安里     | 興安里 |
| 橋頭          | 興福村     | 興福里                       | 興豐里         | 興豐里         | 興豐里         | 興豐里     | 興豐里 |
| 橋頭          | 興福村     | 興福里                       | 興豐里         | 興邦里         | 興邦里         | 興豐里     | 興邦里 |
| 炭窯坑        | 興福村     | 興德里 ↓ 興得里 (1968年 7月) | 興得里         | 興得里         | 興得里         | 興得里     | 興得里 |
| 什五份 十五份 | 興福村     | 興德里 ↓ 興得里 (1968年 7月) | 興得里         | 興得里         | 興昌里         | 興昌里     | 興昌里 |
| 什五份 十五份 | 興福村     | 興德里 ↓ 興得里 (1968年 7月) | 興光里         | 興光里         | 興光里         | 興光里     | 興光里 |
| 什五份 十五份 | 興福村     | 興德里 ↓ 興得里 (1968年 7月) | 興光里         | 興光里         | 興光里         | 興家里     | 興家里 |
| 松樹腳        | 興福村     | 興德里 ↓ 興得里 (1968年 7月) | 興旺里         | 興旺里         | 興旺里         | 興旺里     | 興旺里 |
| 松樹腳        | 興福村     | 興德里 ↓ 興得里 (1968年 7月) | 興旺里         | 興旺里         | 興業里         | 興業里     | 興業里 |
| 保同埤        | 興福村     | 興德里 ↓ 興得里 (1968年 7月) | 興旺里         | 興旺里         | 興泰里         | 興泰里     | 興泰里 |
| 2大字         | 5村        | 8里                          | 15里           | 25里           | 30里           | 22里       | 23里   |

## 外部連結
- 景美地方文史部落格 （页面存档备份，存于）